# Lovesick, Victoria's Secret Exclusive
Lovesick, Victoria's Secret Exclusive är ett samlingsalbum av Bob Dylan, släppt 2004.

## Låtlista
Låtarna skrivna av Bob Dylan.
1. "She Belongs To Me" - 2:47
2. "Don't Think Twice, It's All Right" - 3:40
3. "To Ramona" - 3:52
4. "Boots Of Spanish Leather" - 4:39
5. "It's All Over Now, Baby Blue" - 4:12
6. "Love Sick" (remix) - 5:21
7. "Make You Feel My Love" - 3:32
8. "Things Have Changed" - 5:08
9. "Sugar Baby" - 6:40